# PWG World Championship

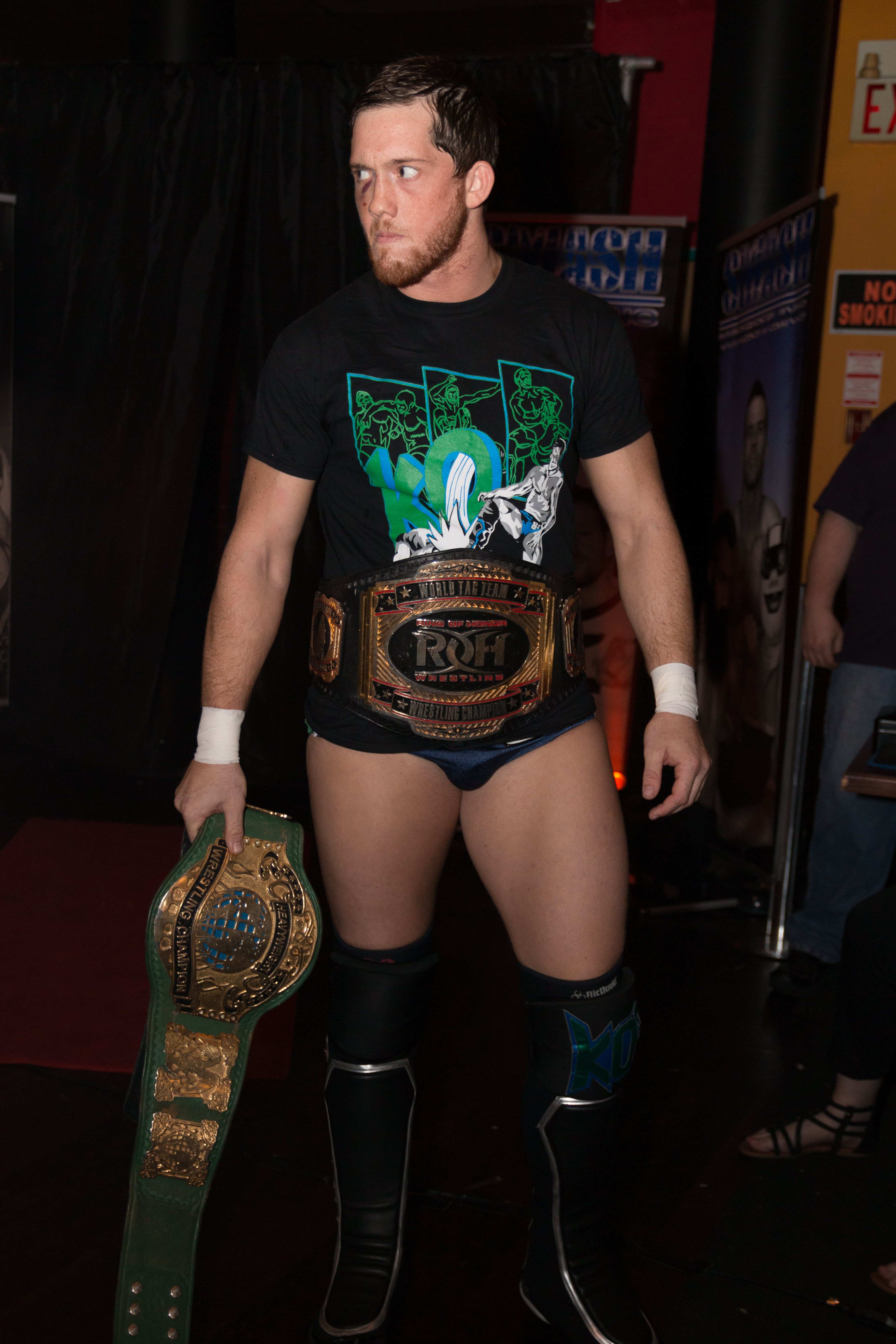
Kyle O'Reilly con il PWG World Championship nel giugno 2014 (in mano)

Il PWG World Championship è il principale titolo della Pro Wrestling Guerrilla. Il titolo è nato nel 2003 come PWG Championship, ed è diventato PWG World Championship nel febbraio 2006.

## Campione attuale
L'attuale campione è Daniel Garcia, che ha sconfitto Bandido il 1º maggio 2022 nell'evento Delivering The Goods 

## Albo d'oro
| Wrestler                                                                        | Regno | Data             | Luogo       | Note |
| ------------------------------------------------------------------------------- | ----- | ---------------- | ----------- | --- |
| Frankie Kazarian                                                                | 1     | 30 agosto 2003   | Industry    | Kazarian sconfisse Joey Ryan nella finale di un torneo a 16 uomini che decretava il primo PWG Champion.                                                                               |
| Adam Pearce                                                                     | 1     | 22 febbraio 2004 | Santa Ana   | |
| Frankie Kazarian                                                                | 2     | 10 luglio 2004   | Los Angeles | |
| Super Dragon                                                                    | 1     | 13 novembre 2004 | Los Angeles | |
| AJ Styles                                                                       | 1     | 2 aprile 2005    | Los Angeles | |
| Kevin Steen                                                                     | 1     | 6 agosto 2005    | Los Angeles | |
| Joey Ryan                                                                       | 1     | 3 dicembre 2005  | Los Angeles | |
| Human Tornado                                                                   | 1     | 13 gennaio 2007  | Reseda      | |
| El Generico                                                                     | 1     | 24 febbraio 2007 | Van Nuys    | |
| Bryan Danielson                                                                 | 1     | 29 luglio 2007   | Burbank     | |
| Low Ki                                                                          | 1     | 5 gennaio 2008   | Van Nuys    | |
| Titolo vacante quando Low Ki si infortunò al ginocchio in un match in Giappone. |       |                  |             | |
| Human Tornado                                                                   | 2     | 24 febbraio 2008 | Reseda      | Sconfiggendo Karl Anderson e Roderick Strong in un Triple Treath Match. |
| Chris Hero                                                                      | 1     | 6 luglio 2008    | Reseda      | |
| Bryan Danielson                                                                 | 2     | 4 settembre 2009 | Reseda      | |
| Titolo vacante dopo la firma di Danielson per la WWE.                           |       |                  |             | |
| Kenny Omega                                                                     | 1     | 21 novembre 2009 | Reseda      | Sconfisse Roderick Strong nella finale della Battle of Los Angeles 2009 |
| Davey Richards                                                                  | 1     | 27 febbraio 2010 | Reseda      | |
| Richards non si presentò a difendere il titolo, che venne reso vacante.         |       |                  |             | |
| Claudio Castagnoli                                                              | 1     | 9 ottobre 2010   | Reseda      | Castagnoli sconfisse Brandon Gatson, Chris Hero e Joey Ryan in un Fatal 4-Way match.                                                                                                  |
| Kevin Steen                                                                     | 2     | 23 luglio 2011   | Reseda      | Dopo che Castagnoli aveva difeso il titolo contro Chris Hero, Steen lancia una sfida a Castagnoli con il titolo in palio. Quest'ultimo accetta e viene sconfitto, perdendo il titolo. |
| El Generico                                                                     | 2     | 23 ottobre 2011  | Reseda      | In un Ladder Match. |
| Kevin Steen                                                                     | 3     | 17 marzo 2012    | Reseda      | In un Triple Treath Match che includeva anche Mike Bennett. |
| Adam Cole                                                                       | 1     | 1º dicembre 2012 | Reseda      | |
| Kyle O'Reilly                                                                   | 1     | 23 maggio 2014   | Reseda      | In un Knockout or Submission Only Match. |
| Roderick Strong                                                                 | 1     | 12 dicembre 2014 | Reseda      | In un Guerrilla Warfare Match. |
| Zack Sabre Jr.                                                                  | 1     | 5 marzo 2016     | Reseda      | |
| Chuck Taylor                                                                    | 1     | 7 Luglio 2017    | Reseda      | |
| Ricochet                                                                        | 1     | 21 ottobre 2017  | Reseda      | |
| Chuck Taylor                                                                    | 2     | 12 gennaio 2018  | Reseda      | In un Guerrilla Warfare Match |
| Keith Lee                                                                       | 1     | 23 marzo 2018    | Los Angeles | |
| WALTER                                                                          | 1     | 21 aprile 2018   | Reseda      | In un Triple Threat Match che includeva anche Jonah Rock. |
| Jeff Cobb                                                                       | 1     | 19 ottobre 2018  | Los Angeles | |
| Bandido                                                                         | 1     | 20 dicembre 2019 | Los Angeles | |
| Daniel Garcia                                                                   | 1     | 1 maggio 2022    | Los Angeles | |